# Chitenay
Cheverny és un municipi francès, situat a la regió del Centre - Vall del Loira, al departament del Loir i Cher. En aquesta població hi va néixer el metge i científic Denis Papin.